# 马伊斯·巴尔胡达罗夫
马伊斯·舒库尔·奥格雷·巴尔胡达罗夫（1976年4月20日—）是阿塞拜疆军官，担任阿塞拜疆武装部队少将，曾参与2016年亚美尼亚–阿塞拜疆冲突和2020年纳戈尔诺-卡拉巴赫战争。现任阿塞拜疆陆军第二军指挥官。

## 生平
马伊斯·巴尔胡达罗夫出生在阿塞拜疆苏维埃社会主义共和国库巴特雷。他幼年酷爱摔跤，并师从摔跤手阿利亚尔·阿利耶夫。阿利耶夫后来参加了纳戈尔诺-卡拉巴赫战争，在拉钦地区交战中阵亡，被追授为阿塞拜疆国家英雄。受战争影响，巴尔胡达罗夫考入贾姆希德·纳赫奇万斯基军事学院。在学校期间，他非常尊重曾任阿塞拜疆国防部长、时任院长的瓦莱·巴沙德利将军。1993年，随着战争走向不利于阿塞拜疆的一侧，巴尔胡达罗夫与一群同学决定立即参加战争；但当巴沙德利将军知道后，老将军劝阻了这一请求，并说服他们继续完成学业。
毕业后的巴尔胡达罗夫继续担任军职。1998年，盖达尔·阿利耶夫总统向巴尔胡达罗夫上尉授予阿塞拜疆国旗勋章。2012年，由于他在维护阿塞拜疆独立和领土完整方面的特殊贡献，以及在履行职责任务中表现突出，巴尔胡达罗夫被授予阿塞拜疆祖国勋章。
2016年4月1日至2日晚，亚美尼亚和阿塞拜疆在纳戈尔诺-卡拉巴赫和南部周边领土的接触线上发生交火。4月5日，双方达成了停火协议。在冲突期间，巴尔胡达罗夫上校参与了对拉拉塔帕高地的占领。战斗刚刚打响，巴尔胡达罗夫亲自坐上坦克，冲到了战斗前线。据目击者称，军团指挥官的冲锋陷阵极大地鼓舞了士气，战斗随后进入白热化。此役巴尔胡达罗夫所部摧毁大量亚美尼亚部队，但仍受制于部队力量，战果并未扩大。
2016年4月19日，阿塞拜疆总统伊利哈姆·阿利耶夫签署命令，向一批“在4月2日至5日接触线上，成功阻止亚美尼亚部队的军事挑衅；并在击退敌人对平民的攻击时，表现出卓越的勇敢和英雄气概的阿塞拜疆军人”授予荣誉称号、勋章和奖章。因亲自参与攻占拉拉塔帕的军事行动，马伊斯·巴尔胡达罗夫被阿利耶夫总统授予少将军衔。他也成为阿塞拜疆自独立后二十年来，首位因英勇表现被总统授予这一军衔的军官。
2020年纳戈尔诺-卡拉巴赫战争爆发后，他率领阿塞拜疆陆军第二军向阿塞拜疆西南进军。2020年10月4日，阿塞拜疆总统伊利哈姆·阿利耶夫以阿塞拜疆武装部队最高总司令的身份，祝贺希克马特·米尔扎耶夫与巴尔胡达罗夫少将率部合作，成功收复了杰布拉伊尔市和杰布拉伊尔区的九个村庄。10月下旬，他率部与其他部队合作，实施小迂回发动拉钦攻势，经过两周战斗，阿塞拜疆成功占领拉钦走廊，并切断亚美尼亚和纳戈尔诺-卡拉巴赫的唯一通道。12月9日，阿利耶夫总统签署法令，授予巴尔胡达罗夫卡拉巴赫勋章。